# Kanton Saint-Sernin-sur-Rance
Saint-Sernin-sur-Rance is een voormalig kanton van het Franse departement Aveyron. Het kanton maakte deel uit van het arrondissement Millau. Het werd opgeheven bij decreet van 21 februari met uitwerking op 22 maart 2015.

## Gemeenten
Het kanton Saint-Sernin-sur-Rance omvatte de volgende gemeenten:
- Balaguier-sur-Rance
- La Bastide-Solages
- Brasc
- Combret
- Coupiac
- Laval-Roquecezière
- Martrin
- Montclar
- Montfranc
- Plaisance
- Pousthomy
- Saint-Juéry
- Saint-Sernin-sur-Rance (hoofdplaats)
- La Serre